# Reine Wisell
Reine Wisell (Motala, Švedska, 30. rujna 1941.) je bivši švedski vozač automobilističkih utrka.